# (73692) Gürtler
(73692) Gürtler, désignation internationale (73692) Gurtler, est un astéroïde de la ceinture principale.

## Description
(73692) Gürtler est un astéroïde de la ceinture principale. Il fut découvert le 12 septembre 1991 à Tautenburg par Lutz Dieter Schmadel et Freimut Börngen. Il présente une orbite caractérisée par un demi-grand axe de 2,46 UA, une excentricité de 0,19 et une inclinaison de 8,5° par rapport à l'écliptique.

## Compléments